# アクラフ・ハキミ
- アクラフ・ハキミ
- アシュラフ・ハキミ

アクラフ・ハキミ・モウ （アラビア語: أشرف حكيمي موح, ラテン文字転写: Achraf Hakimi Mouh, 1998年11月4日 - ）は、スペイン・マドリード州ヘタフェ出身のプロサッカー選手。リーグ・アン・パリ・サンジェルマンFC所属。モロッコ代表。ポジションはディフェンダー。

## 経歴

### クラブ

#### レアル・マドリード
ヘタフェでモロッコ人の両親の間に誕生。地元のクラブを経て、8歳だった2006年10月20日にレアル・マドリードの下部組織に入団。以降は順調にステップアップしていき、2016年からレアル・マドリード・カスティージャでプレー、そのプレースタイルから「未来のカルバハル」と紹介されている。2016年夏のトップチームのプレシーズン遠征に召集され、7月27日、インターナショナル・チャンピオンズ・カップ 2016のパリ・サンジェルマン戦の後半から途中出場、トップチームデビューを果たした。2016-17シーズンのUEFAチャンピオンズリーグ決勝トーナメントの予備メンバーに登録された。負傷者が続出した背景もあり、2017年1月のコパ・デル・レイ準々決勝のセルタ・デ・ビーゴ戦にも招集された。
2017-18シーズン、ダニーロの移籍に伴いトップチームに昇格。ダニ・カルバハルの離脱を受け、2017年10月1日のリーグ戦第7節エスパニョール戦で先発出場、公式戦デビューを飾り、12月9日のリーグ戦第15節セビージャ戦では公式戦初ゴールを記録した。

#### ボルシア・ドルトムント
レアル・マドリードがアルバロ・オドリオソラを獲得したことから経験を積むために、2018年7月11日、ブンデスリーガのボルシア・ドルトムントへのレンタル移籍が発表された。契約期間は2年間。
移籍初年度からスピードと正確なパスを武器に主に攻撃面で結果を残した。翌2019-20シーズンはさらに攻撃力に磨きをかけ、45試合に出場し、サイドバックとして9得点10アシストとバルセロナでの2009-10シーズンのダニエウ・アウヴェスに次ぐ得点関与数19点を記録した。UEFAチャンピオンズリーグのグループリーグにおいては、ドルトムントのホームであるジグナル・イドゥナ・パルクにて2得点を挙げた。

#### インテル・ミラノ
2020年7月2日、インテル・ミラノと2025年までの契約を締結した。
2020-21シーズンは、公式戦45試合に出場し7ゴール11アシストを記録し、インテルの11年ぶりのスクデット獲得に貢献した。

#### パリ・サンジェルマン
2021年7月6日、パリ・サンジェルマンと2026年までの契約を締結した。背番号はインテル時代と同じ2番。しかし、新型コロナウイルスへの感染が確認され、10日間の隔離を強いられる。
2023年7月28日、親善試合のセレッソ大阪戦ではハーフタイムに、ドルトムント時代の同僚の香川真司と談笑した。なお、試合は香川に決勝点を決められて逆転負けした。

### 代表

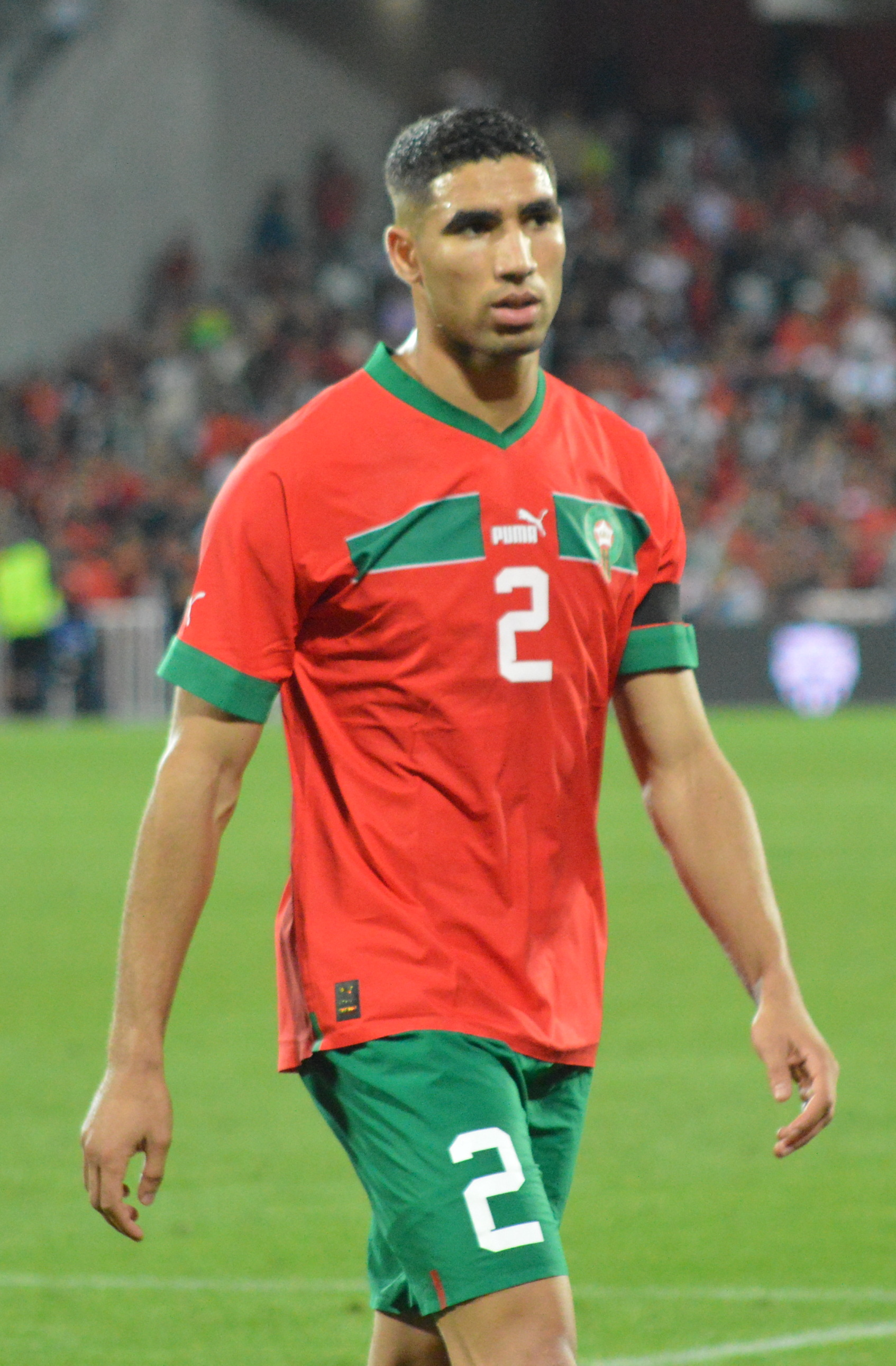
モロッコ代表でのハキミ（2023年）

スペイン代表ではなく、両親の祖国であるモロッコ代表を選択。2016年10月のカナダ代表戦にて17歳で代表デビュー、その年のモロッコ若手最優秀選手にも選出された。
2018年6月、2018 FIFAワールドカップに登録メンバーに入り、グループリーグでは全3試合に出場し、チームは格上のスペイン代表と引き分けるなど善戦したが、1分2敗でグループリーグ敗退に終わった。

2022年12月、2022 FIFAワールドカップ全7試合に警告貰わずに出場し、アフリカ勢史上初となるベスト4入りに貢献した。

## 個人成績

### クラブ
| 国内大会個人成績 | 国内大会個人成績    | 国内大会個人成績 | 国内大会個人成績 | 国内大会個人成績 | 国内大会個人成績 | 国内大会個人成績 | 国内大会個人成績 | 国内大会個人成績 | 国内大会個人成績 | 国内大会個人成績 | 国内大会個人成績 |
| 年度             | クラブ              | 背番号           | リーグ           | リーグ戦         | リーグ戦         | リーグ杯         | リーグ杯         | オープン杯       | オープン杯       | 期間通算         | 期間通算         |
| 年度             | クラブ              | 背番号           | リーグ           | 出場             | 得点             | 出場             | 得点             | 出場             | 得点             | 出場             | 得点             |
| スペイン         | スペイン            | スペイン         | スペイン         | リーグ戦         | リーグ戦         | 国王杯           | 国王杯           | オープン杯       | オープン杯       | 期間通算         | 期間通算         |
| ---------------- | ------------------- | ---------------- | ---------------- | ---------------- | ---------------- | ---------------- | ---------------- | ---------------- | ---------------- | ---------------- | ---------------- |
| 2016-17          | レアル・マドリードB |                  | セグンダB        | 28               | 1                | -                | -                | -                | -                | 28               | 1                |
| 2017-18          | レアル・マドリード  | 19               | ラ・リーガ       | 9                | 2                | 5                | 0                | -                | -                | 14               | 2                |
| ドイツ           | ドイツ              | ドイツ           | ドイツ           | リーグ戦         | リーグ戦         | リーグ杯         | リーグ杯         | DFBポカール      | DFBポカール      | 期間通算         | 期間通算         |
| 2018-19          | ドルトムント        | 5                | ブンデスリーガ   | 21               | 2                | -                | -                | 2                | 1                | 23               | 3                |
| 2019-20          | ドルトムント        | 5                | ブンデスリーガ   | 33               | 5                | -                | -                | 3                | 0                | 36               | 5                |
| イタリア         | イタリア            | イタリア         | イタリア         | リーグ戦         | リーグ戦         | イタリア杯       | イタリア杯       | オープン杯       | オープン杯       | 期間通算         | 期間通算         |
| 2020-21          | インテル・ミラノ    | 2                | セリエA          | 37               | 7                | 3                | 0                | -                | -                | 40               | 7                |
| フランス         | フランス            | フランス         | フランス         | リーグ戦         | リーグ戦         | F・リーグ杯      | F・リーグ杯      | フランス杯       | フランス杯       | 期間通算         | 期間通算         |
| 2021-22          | PSG                 | 2                | リーグ・アン     | 32               | 4                | -                | -                | 0                | 0                | 32               | 4                |
| 2022-23          | PSG                 | 2                | リーグ・アン     | 28               | 5                | -                | -                | 2                | 0                | 30               | 5                |
| 2023-24          | PSG                 | 2                | リーグ・アン     | 25               | 4                | -                | -                | 3                | 0                | 28               | 4                |
| 2024-25          | PSG                 | 2                | リーグ・アン     | 25               | 4                | -                | -                | 5                | 1                | 30               | 5                |
| 通算             | スペイン            | スペイン         | セグンダB        | 28               | 1                | 0                | 0                | -                | -                | 28               | 1                |
| 通算             | スペイン            | スペイン         | ラ・リーガ       | 9                | 2                | 5                | 0                | -                | -                | 14               | 2                |
| 通算             | ドイツ              | ドイツ           | ブンデスリーガ   | 54               | 7                | -                | -                | 5                | 1                | 59               | 8                |
| 通算             | イタリア            | イタリア         | セリエA          | 37               | 7                | 3                | 0                | -                | -                | 40               | 7                |
| 通算             | フランス            | フランス         | リーグ・アン     | 110              | 17               | -                | -                | 10               | 1                | 120              | 18               |
| 総通算           | 総通算              | 総通算           | 総通算           | 238              | 34               | 8                | 0                | 15               | 2                | 261              | 36               |

### 代表
| モロッコ代表 | 国際Aマッチ | 国際Aマッチ |
| 年           | 出場        | 得点        |
| ------------ | ----------- | ----------- |
| 2016         | 1           | 0           |
| 2017         | 5           | 1           |
| 2018         | 12          | 0           |
| 2019         | 10          | 1           |
| 2020         | 4           | 1           |
| 2021         | 9           | 2           |
| 2022         | 20          | 3           |
| 2023         | 7           | 0           |
| 2024         | 14          | 2           |
| 2025         | 1           | 0           |
| 通算         | 83          | 10          |

## タイトル

### クラブ
レアル・マドリード
- FIFAクラブワールドカップ（2017）
- UEFAチャンピオンズリーグ（2017-18）

ボルシア・ドルトムント
- DFLスーパーカップ（2019）

インテル
- セリエA（2020-21）

パリ・サンジェルマン
- リーグ・アン（2021-22, 2022-23, 2023-24, 2024-25）
- UEFAチャンピオンズリーグ（2024-25）

### 代表
U-23モロッコ代表
- パリオリンピック銅メダル: 2024

### 個人
- セリエA年間ベストイレブン（2020-21）[13]

### 勲章
- モロッコ国家勲章（英語版） : 2022[14]